# Tossal de les Comes de Guiró
El Tossal de les Comes de Guiró, o Cap de la Pala de Montferri, segons el Nomenclàtor oficial, és una muntanya de 2.462,6 m d'altitud termenal entre els termes municipals de Sarroca de Bellera, dins del terme municipal de Benés, de l'Alta Ribagorça, agregat al de Sarroca de Bellera el 1970, i la Torre de Cabdella, en el municipi primigeni d'aquest nom.
És a la Serra de la Pala, al nord-est de la vall de la Valiri, o d'Avellanos, al sud-est del Tossal de les Tres Muntanyes i al sud-oest del Tossal d'Astell.